# Championnat de France de rugby à XV 1977-1978
Navigation
Édition précédente Édition suivante
L'élite (groupe A) est constituée de cinq groupes de huit clubs. À l'issue de la phase qualificative, 25 équipes du groupe A sont qualifiés pour les 1/16e de finale ainsi que sept équipes (sur 40) du groupe B. L'épreuve se poursuit par élimination sur un match à chaque tour.
L'AS Béziers remporte le Championnat de France de rugby à XV de première division 1977-1978 après avoir battu l'AS Montferrand en finale.
L'AS Béziers remporte le Bouclier de Brennus pour la sixième fois pendant les années 1970, un trophée qui échappe toujours à l'ASM mais perd contre son voisin Narbonnais la finale du Challenge Yves du Manoir.

## Phase de qualification du groupe A
Les équipes sont listées dans leur ordre de classement à l'issue de la phase qualificative. Le nom des équipes du groupe A qualifiées pour les 16e de finale est en gras.
| 1. AS Béziers 2. FC Lourdes 3. SU Agen 4. CA Bègles 5. FC Auch 6. Tyrosse RCS 7. CO Le Creusot 8. RC Vichy                                   | 1. RC Toulon 2. USA Perpignan 3. CA Brive 4. Stadoceste tarbais 5. US Montauban 6. CS Bourgoin-Jallieu 7. AS Mérignac 8. SC Albi | 1. RRC Nice 2. Biarritz olympique 3. Stade toulousain 4. US bressane 5. Stade aurillacois 6. Stade beaumontois 7. SC Mazamet 8. SO Chambéry |
| 1. US Romans 2. Aviron bayonnais 3. SC Graulhet 4. FC Oloron 5. Stade bagnérais 6. Stade rochelais 7. Stade montchaninois 8. Stade ruthénois | 1. RC Narbonne 2. AS Montferrand 3. Valence sportif 4. US Dax 5. SC Tulle 6. US Carcassonne 7. La Voulte sportif 8. US Salles    | |

## Phase de qualification du groupe B
Sept clubs du groupe B (qui en compte 40) se qualifient pour les 1/16e de finale (les premiers de chaque groupe ainsi que deux deuxièmes déterminés à la suite d'une poule de repêchage). Les deux premiers de chaque groupe sont promus dans le Groupe A.
Huit équipes sont reléguées en 2e division.

### Phase de groupes
| Pos | Équipe              | Points |
| --- | ------------------- | ------ |
| 1   | Stade montois       | 22     |
| 2   | Gaillac             | 16     |
| 3   | Stade lavelanétien  | 15     |
| 4   | Orthez              | 13     |
| 5   | ASPTT Arras         | 13     |
| 6   | Marmande            | 12     |
| 7   | SC Angoulême        | 11     |
| 8   | US Quillan Espéraza | 10     |

| Pos | Équipe          | Points |
| --- | --------------- | ------ |
| 1   | Section paloise | 18     |
| 2   | SA Mauléon      | 16     |
| 3   | Nîmes           | 14     |
| 4   | Périgueux       | 13     |
| 5   | US Bergerac     | 13     |
| 6   | Mimizan         | 12     |
| 7   | Lannemezan      | 12     |
| 8   | Langon          | 8      |

| Pos | Équipe               | Points |
| --- | -------------------- | ------ |
| 1   | Saint-Jean-de-Luz OR | 22     |
| 2   | Castres              | 19     |
| 3   | US Carmaux           | 18     |
| 4   | SO Millau            | 18     |
| 5   | Vic en Bigorre       | 12     |
| 6   | AS Saint Médard      | 9      |
| 7   | JO Pradéenne         | 9      |
| 8   | Lyon OU              | 5      |

| Pos | Équipe                    | Points |
| --- | ------------------------- | ------ |
| 1   | Boucau stade              | 28     |
| 2   | ES Avignon Saint-Saturnin | 19     |
| 3   | Lombez Samatan            | 17     |
| 4   | FC Grenoble               | 13     |
| 5   | Voiron                    | 13     |
| 6   | FC Saint Claude           | 13     |
| 7   | Coarraze Nay              | 10     |
| 8   | SC Pamiers                | 4      |

| Pos | Équipe                | Points |
| --- | --------------------- | ------ |
| 1   | Racing club de France | 23     |
| 2   | US Thuir              | 19     |
| 3   | Saint Girons SC       | 14     |
| 4   | Paris UC              | 12     |
| 5   | US Fumel Libos        | 12     |
| 6   | Stade dijonnais       | 12     |
| 7   | Cahors Rugby          | 11     |
| 8   | Montélimar            | 7      |

### Repêchage
| Pos | Équipe                    | Points |
| --- | ------------------------- | ------ |
| 1   | ES Avignon Saint-Saturnin | 20     |
| 2   | US Thuir                  | 20     |
| 3   | Castres                   | 19     |
| 4   | SA Mauléon                | 16     |
| 5   | Gaillac                   | 16     |

## Seizièmes de finale
Les équipes dont le nom est en caractères gras sont qualifiées pour les huitièmes de finale.
| Équipe 1           | Équipe 2                  | Résultat |
| ------------------ | ------------------------- | -------- |
| AS Béziers         | US Thuir                  | 29-15    |
| FC Oloron          | US bressane               | 19-10    |
| USA Perpignan      | FC Auch                   | 26-7     |
| Biarritz olympique | Stade aurillacois         | 23-9     |
| US Romans          | Boucau stade              | 24-3     |
| Stade toulousain   | CA Bègles                 | 27-10    |
| RRC Nice           | Saint-Jean-de-Luz OR      | 22-19    |
| SC Graulhet        | Stade bagnérais           | 11-27    |
| SU Agen            | SC Tulle                  | 16-10    |
| FC Lourdes         | Section paloise           | 39-10    |
| Valence sportif    | US Dax                    | 12-9     |
| RC Toulon          | Stade montois             | 22-7     |
| AS Montferrand     | US Montauban              | 36-19    |
| Aviron bayonnais   | Racing club de France     | 29-9     |
| CA Brive           | Stadoceste tarbais        | 6-0      |
| RC Narbonne        | ES Avignon Saint-Saturnin | 6-0      |

## Huitièmes de finale
Les équipes dont le nom est en caractères gras sont qualifiées pour les quarts de finale.
| Équipe 1        | Équipe 2           | Résultat |
| --------------- | ------------------ | -------- |
| AS Béziers      | FC Oloron          | 33-11    |
| USA Perpignan   | Biarritz olympique | 4-3      |
| US Romans       | Stade toulousain   | 6-18     |
| RRC Nice        | Stade bagnérais    | 6-22     |
| SU Agen         | FC Lourdes         | 10-16    |
| Valence sportif | RC Toulon          | 22-9     |
| AS Montferrand  | Aviron bayonnais   | 7-0      |
| CA Brive        | RC Narbonne        | 16-28    |

## Quarts de finale
Les équipes dont le nom est en caractères gras sont qualifiées pour les demi-finales.
| Équipe 1         | Équipe 2        | Résultat |
| ---------------- | --------------- | -------- |
| AS Béziers       | USA Perpignan   | 26-3     |
| Stade toulousain | Stade bagnérais | 18-14    |
| FC Lourdes       | Valence sportif | 9-15     |
| AS Montferrand   | RC Narbonne     | 22-18    |

## Demi-finales
| Équipe 1        | Équipe 2         | Résultat |
| --------------- | ---------------- | -------- |
| AS Béziers      | Stade toulousain | 12-9     |
| Valence sportif | AS Montferrand   | 12-20    |

## Finale
| Équipes        | AS Béziers - AS Montferrand |
| Score          | 31-09 |
| Date           | 20 mai 1978 |
| Stade          | Parc des Princes |
| Arbitre        | Francis Flingou |
| Les équipes    | |
| AS Béziers     | Titulaires : Armand Vaquerin, Alain Paco, Jean-Louis Martin, Georges Senal, Michel Palmié, Olivier Saïsset, Christian Pesteil, Alain Estève, Richard Astre , Henri Cabrol, René Séguier, Henri Mioch, Jean-Luc Rivallo, Michel Fabre, Jack Cantoni Remplaçants : Pierre Lacans, Francis Lugans                                                           |
| AS Montferrand | Titulaires : Patrick Boucheix, Jean-Marc Gerbaulet, Jacques Fouilhoux, Henri Bourdillon, Guy Gasparotto, Gérard Costes, Jean-Paul Cristina, Jacques Cristina, Yves Lafarge, Jean-Pierre Romeu , André Dubertrand, Joël Molenat, Michel Luciani, Jean-Michel Dubertrand, Michel Droitecourt Remplaçants : Jacques Besson, Joseph Bravo, Jacques Brugiroux |
| Points marqués | |
| AS Béziers     | 5 essais de Paco, Martin, Séguier et Fabre et de pénalisation, 4 transformations par Cabrol (2) et Cantoni (2), 1 pénalité de Cabrol |
| AS Montferrand | 1 essai de Molenat, 1 transformation de Romeu, 1 drop de Droitecourt |

## Statistiques
Les statistiques incluent la phase finale.

### Meilleurs réalisateurs
Henri Cabrol est le meilleur buteur de la saison avec 183 points inscrits.
| Rang | Joueur            | Club                      | Points |
| ---- | ----------------- | ------------------------- | ------ |
| 1    | Henri Cabrol      | AS Béziers                | 183    |
| 2    | Michel Taffary    | Racing CF                 | 176    |
| 3    | Lucien Pariès     | RC Narbonne               | 146    |
| 4    | Jean-Pierre Romeu | AS Montferrand            | 138    |
| 5    | Pierre Pommier    | ES Avignon Saint-Saturnin | 135    |
| -    | Jacques Servien   | US Romans                 | 135    |

### Meilleurs marqueurs
Olivier Saïsset est le meilleur marqueur avec 23 essais marqués.
| Rang | Joueur              | Club                        | Essais |
| ---- | ------------------- | --------------------------- | ------ |
| 1    | Olivier Saïsset     | AS Béziers                  | 23     |
| 2    | Jean-Luc Rivallo    | AS Béziers                  | 18     |
| 3    | Louis Bilbao        | Saint-Jean-de-Luz olympique | 14     |
| 4    | Jean-Pierre Aué     | US Carmaux                  | 13     |
| -    | Jean-Pierre Pesteil | AS Béziers                  | 13     |